# Ameletus vancouverensis
Ameletus vancouverensis är en dagsländeart som beskrevs av Mcdunnough 1933. Ameletus vancouverensis ingår i släktet Ameletus och familjen Ameletidae. Inga underarter finns listade i Catalogue of Life.